# Пестунов Дмитро Анатолійович
Дмитро Анатолійович Пестунов (рос. Дмитрий Анатольевич Пестунов; 22 січня 1985, м. Усть-Каменогорськ, СРСР) — російський хокеїст, центральний нападник. Виступає за «Динамо» (Москва) у Континентальній хокейній лізі.
Вихованець школи «Торпедо» (Усть-Каменогорськ). Виступав за «Металург» (Магнітогорськ), «Спартак» (Москва), «Авангард» (Омськ), «Трактор» (Челябінськ).
У складі молодіжної збірної Росії учасник чемпіонатів світу 2003, 2004 і 2005. У складі юніорської збірної Росії учасник чемпіонату світу 2003.
Досягнення
- Чемпіон Росії (2007), срібний призер (2004)
- Володар кубка Гагаріна (2012, 2013).